# Lantana camara
Lantana camara — рослина родини вербенові, вид роду лантана. Рослина поширена в Колумбії, Венесуелі, Центральній Америці, Мексиці, на Великих Антильських і Багамських островах. Lantana camara також перенесена у багато інших тропічних і субтропічних регіонів планети. У деяких місцях стало бур'яном.

Квітки
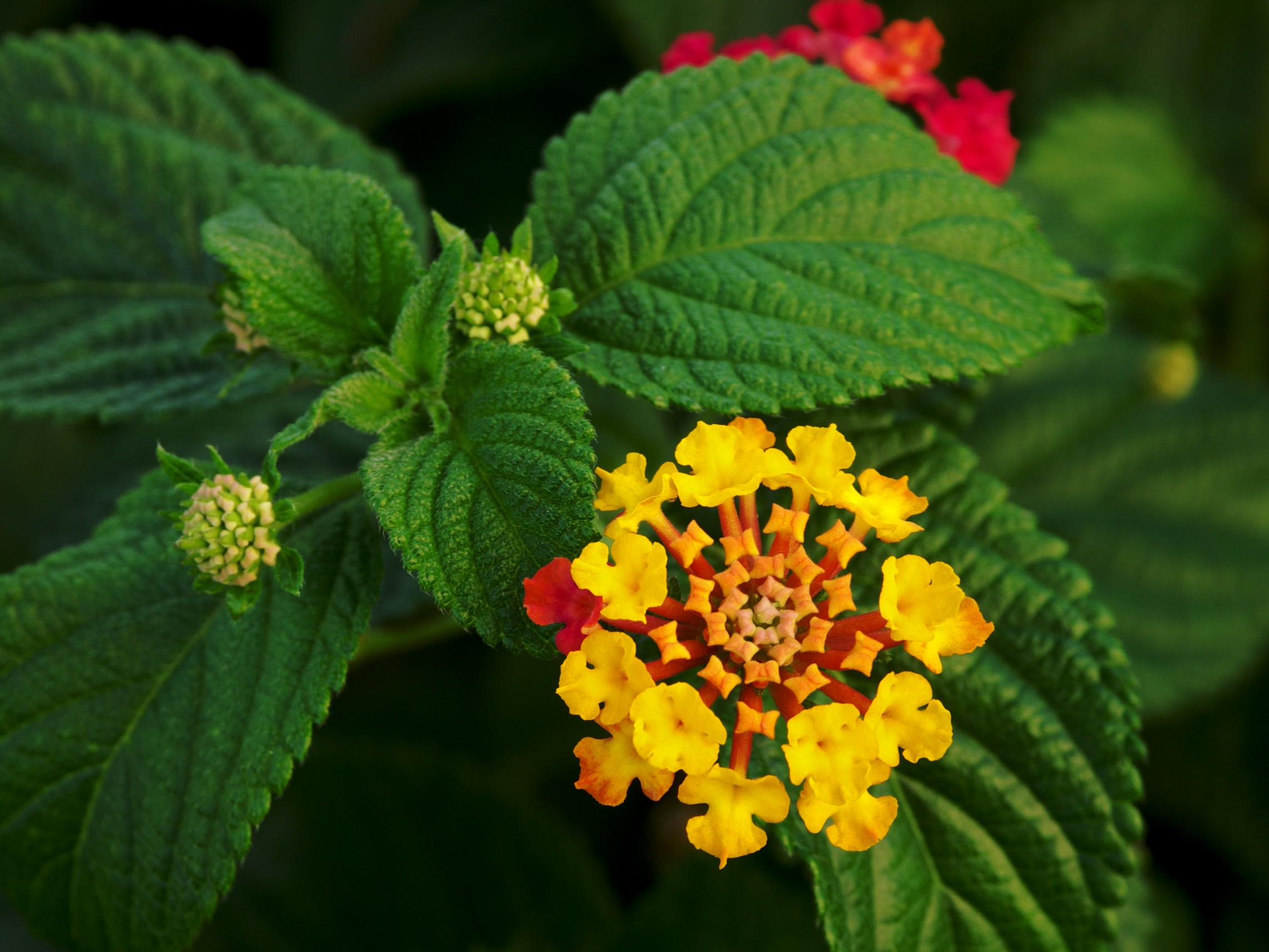
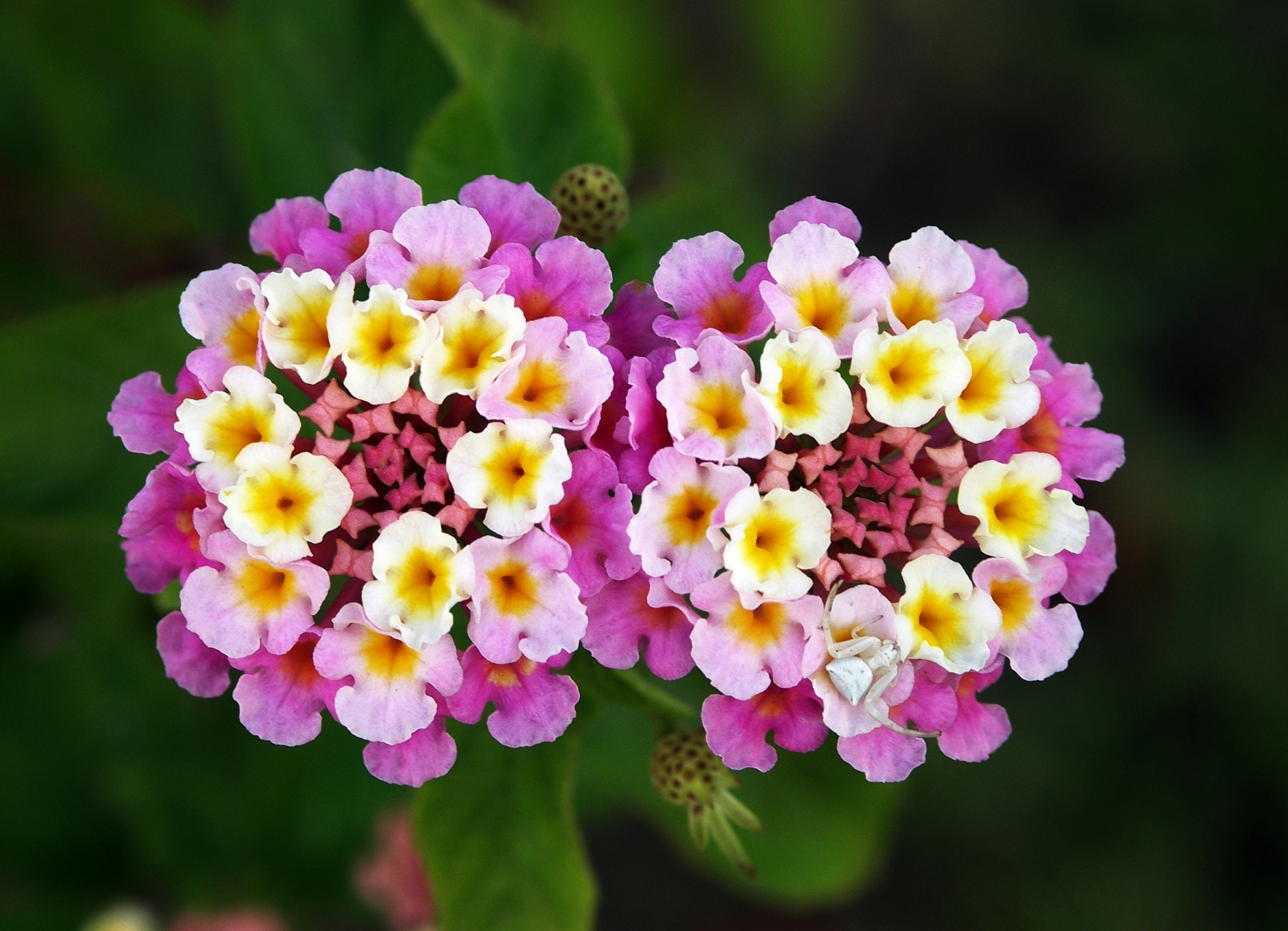
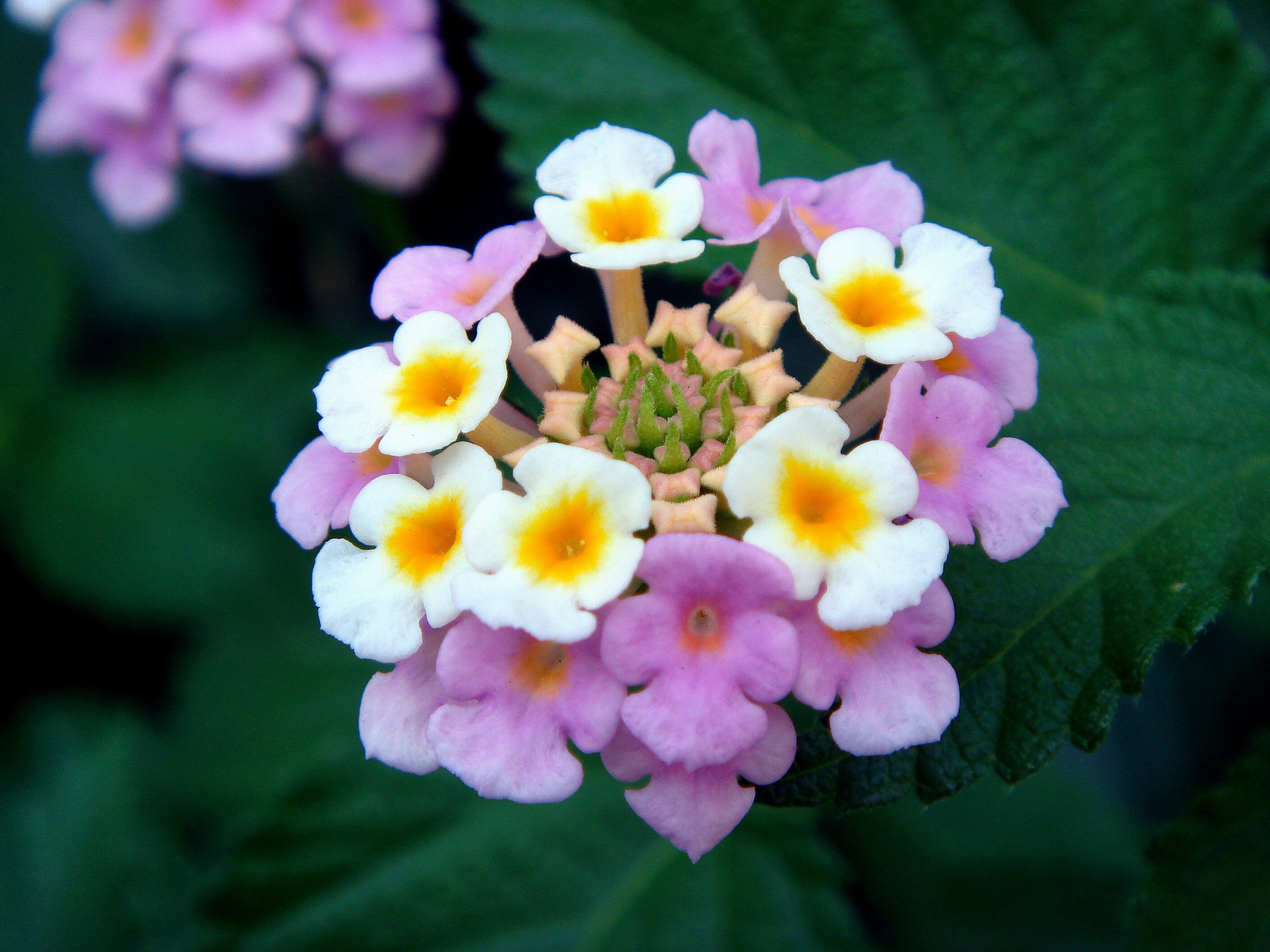
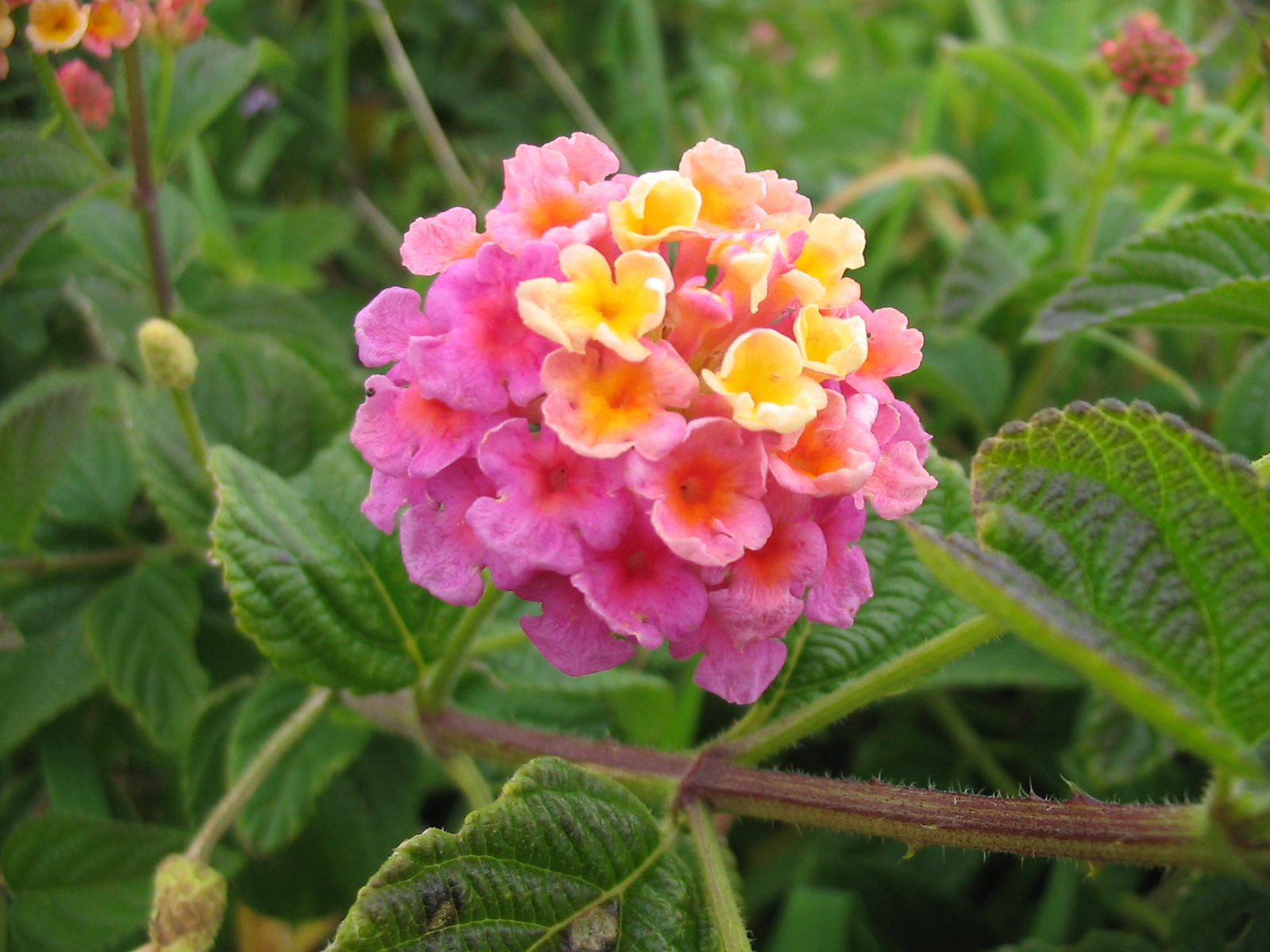
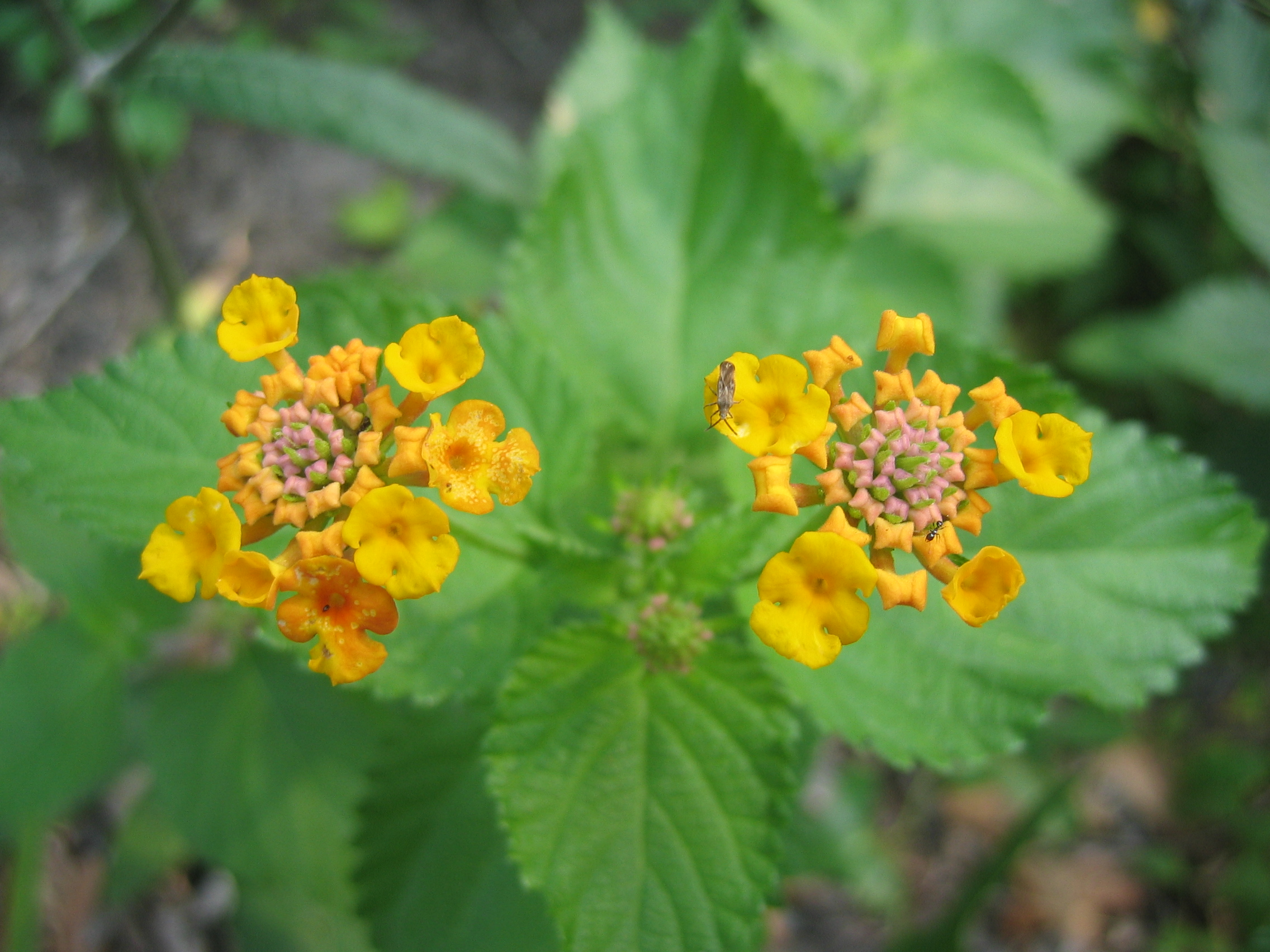
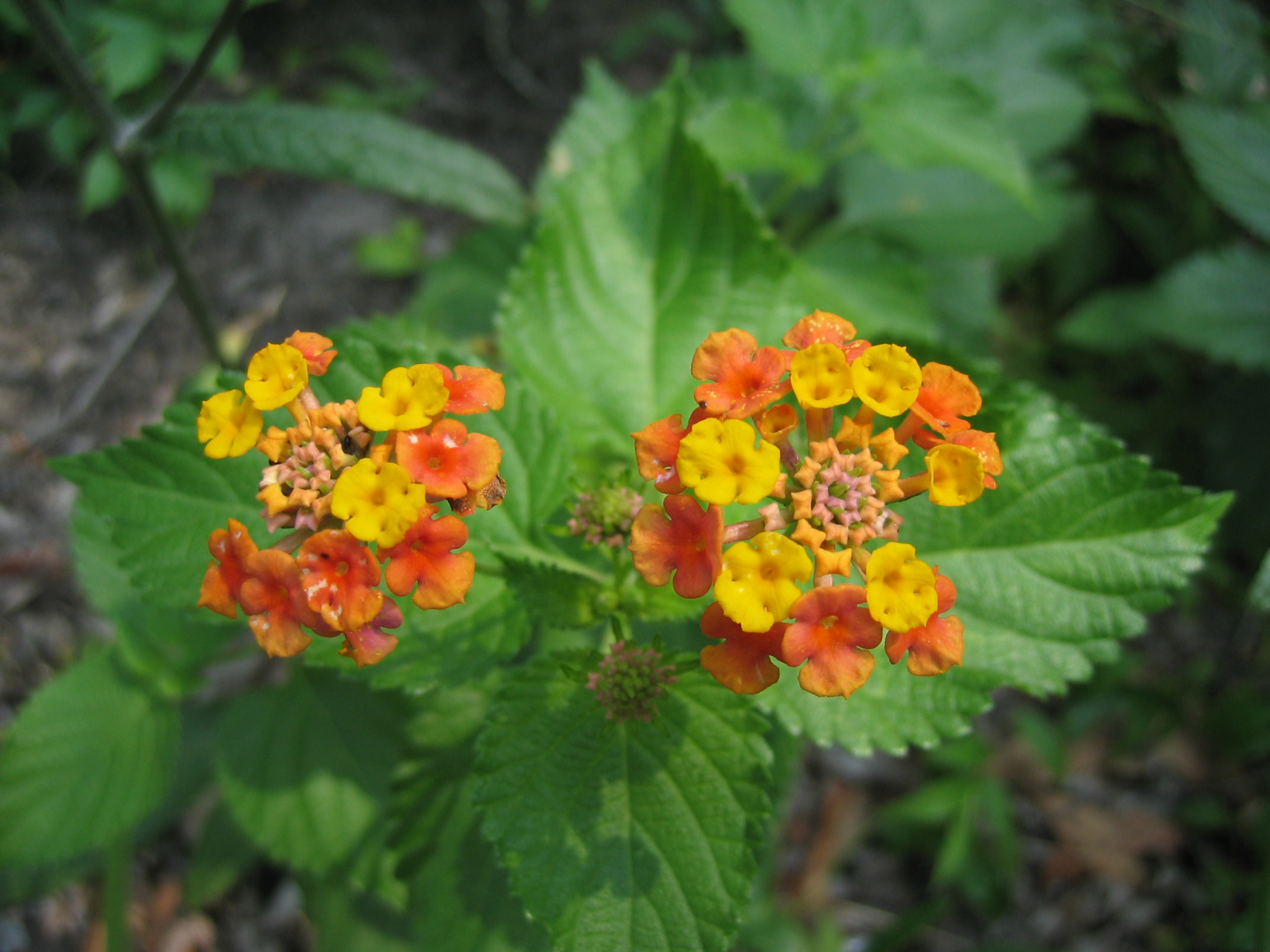
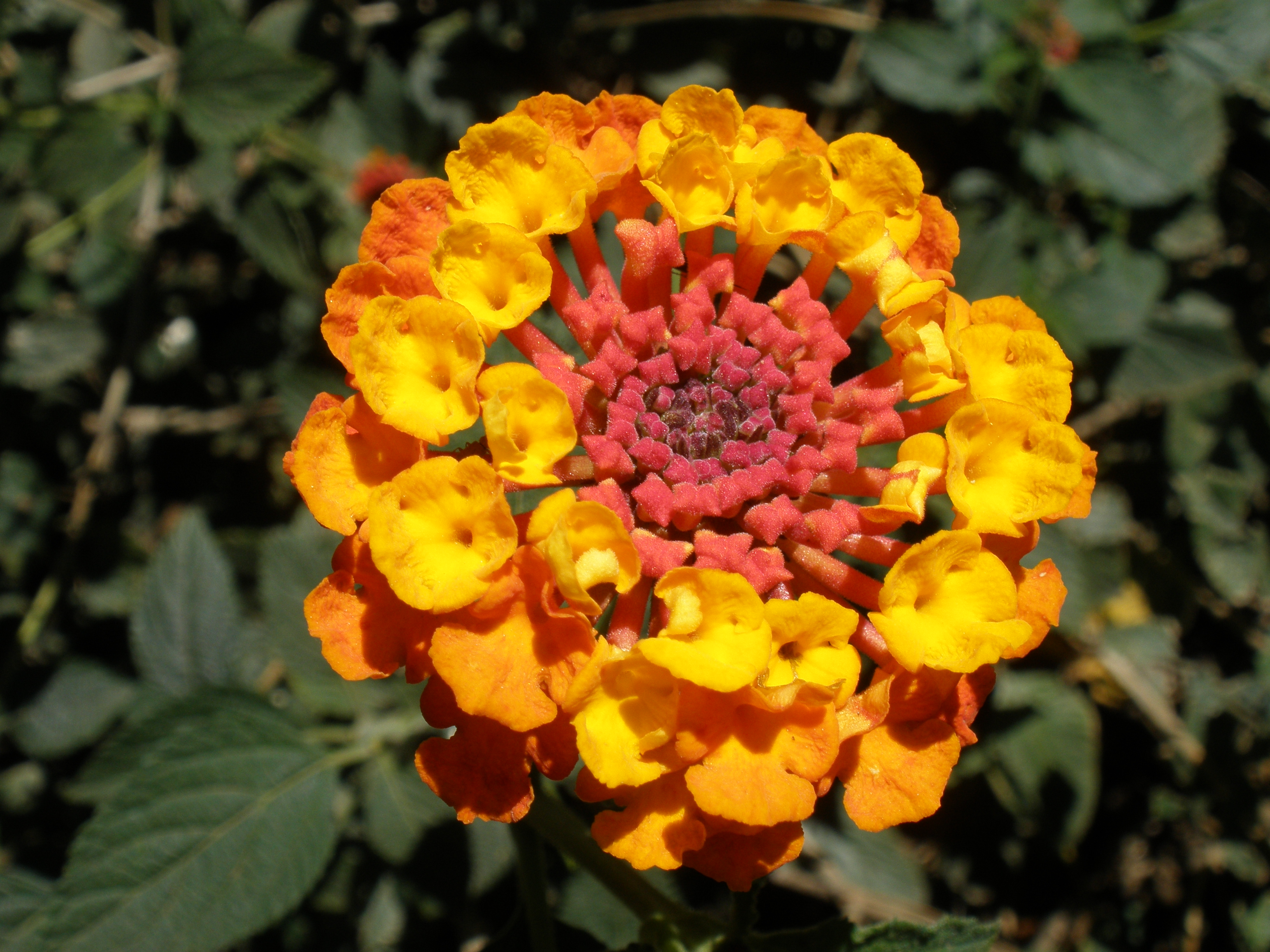
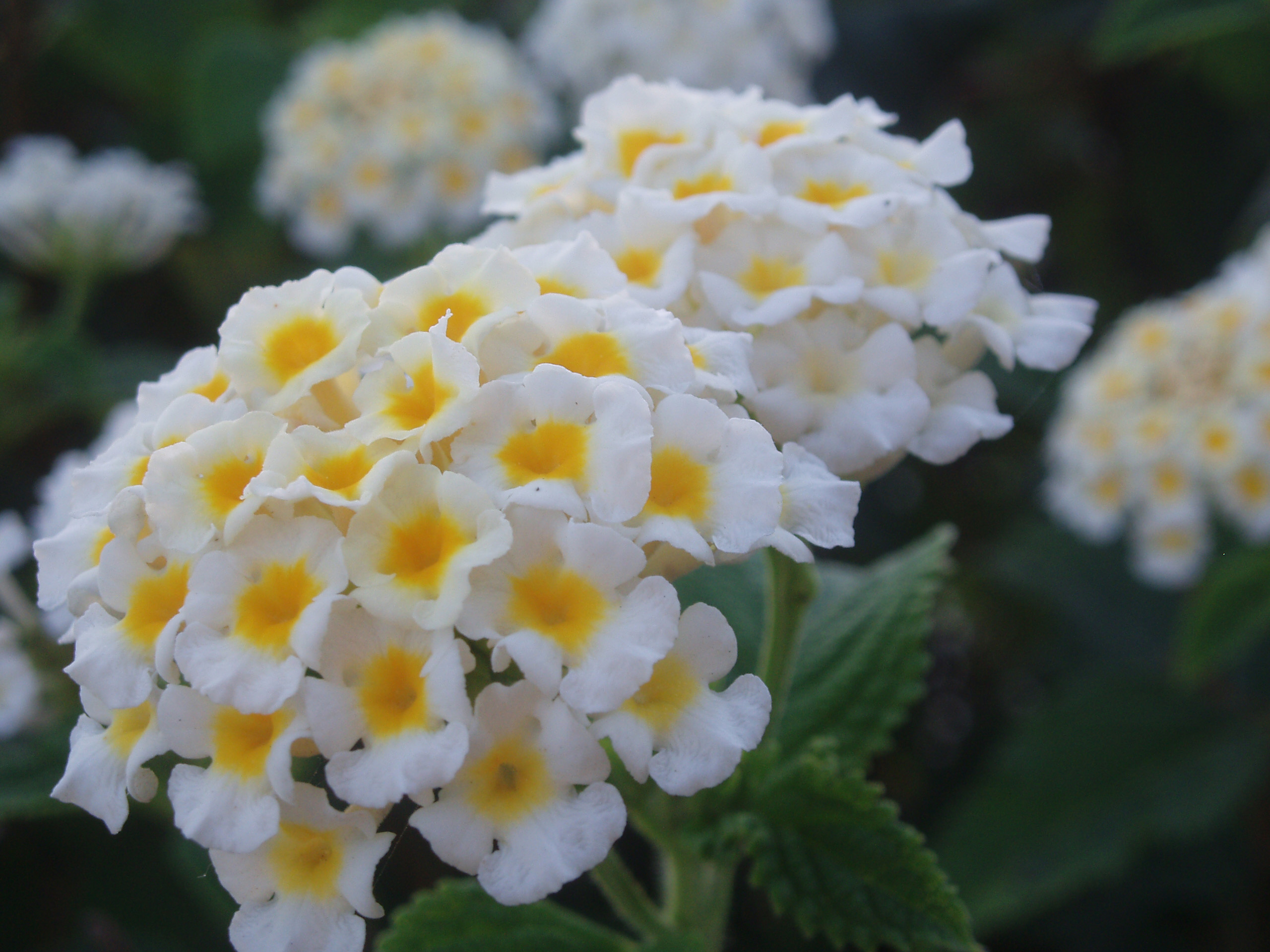
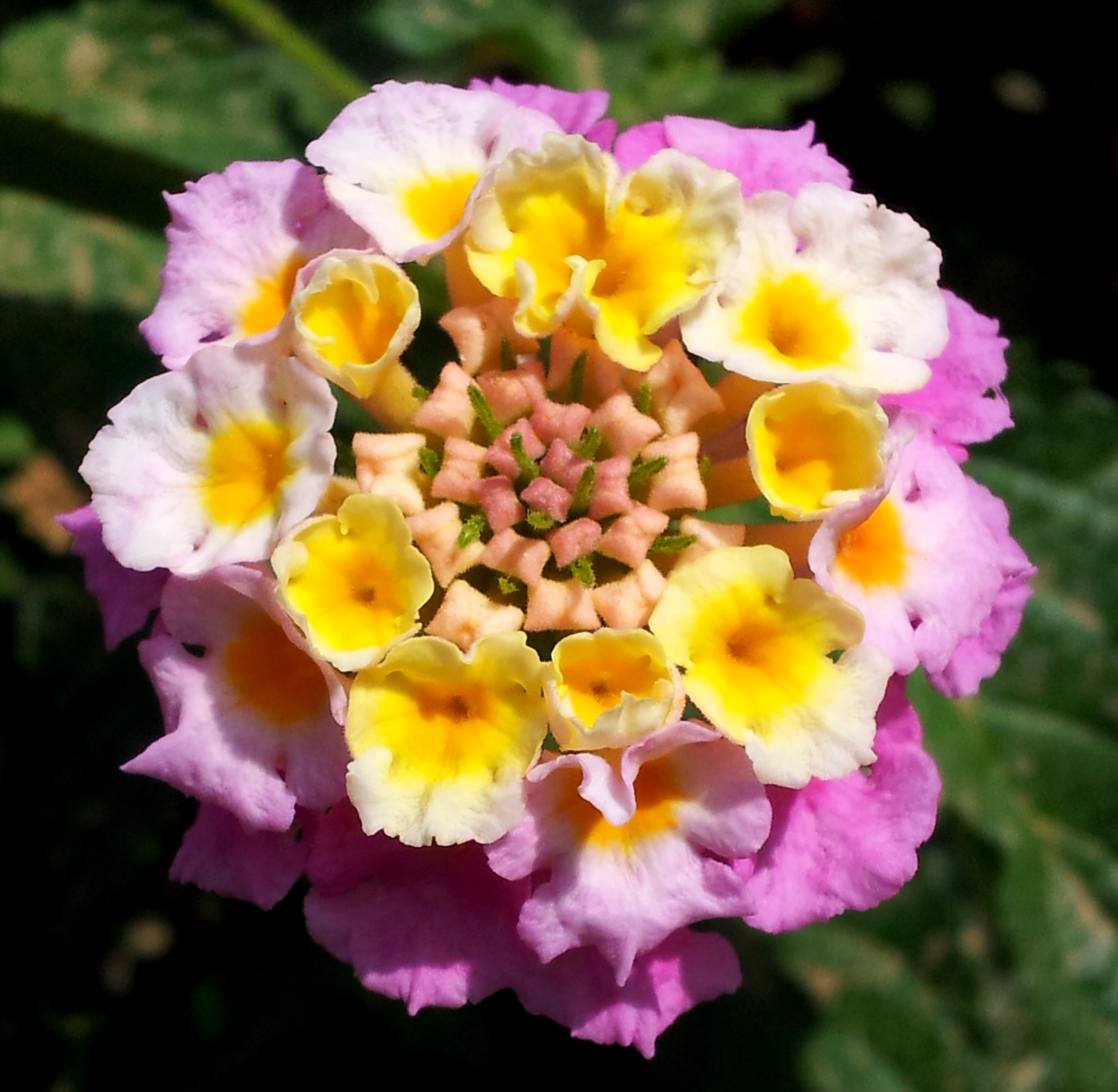
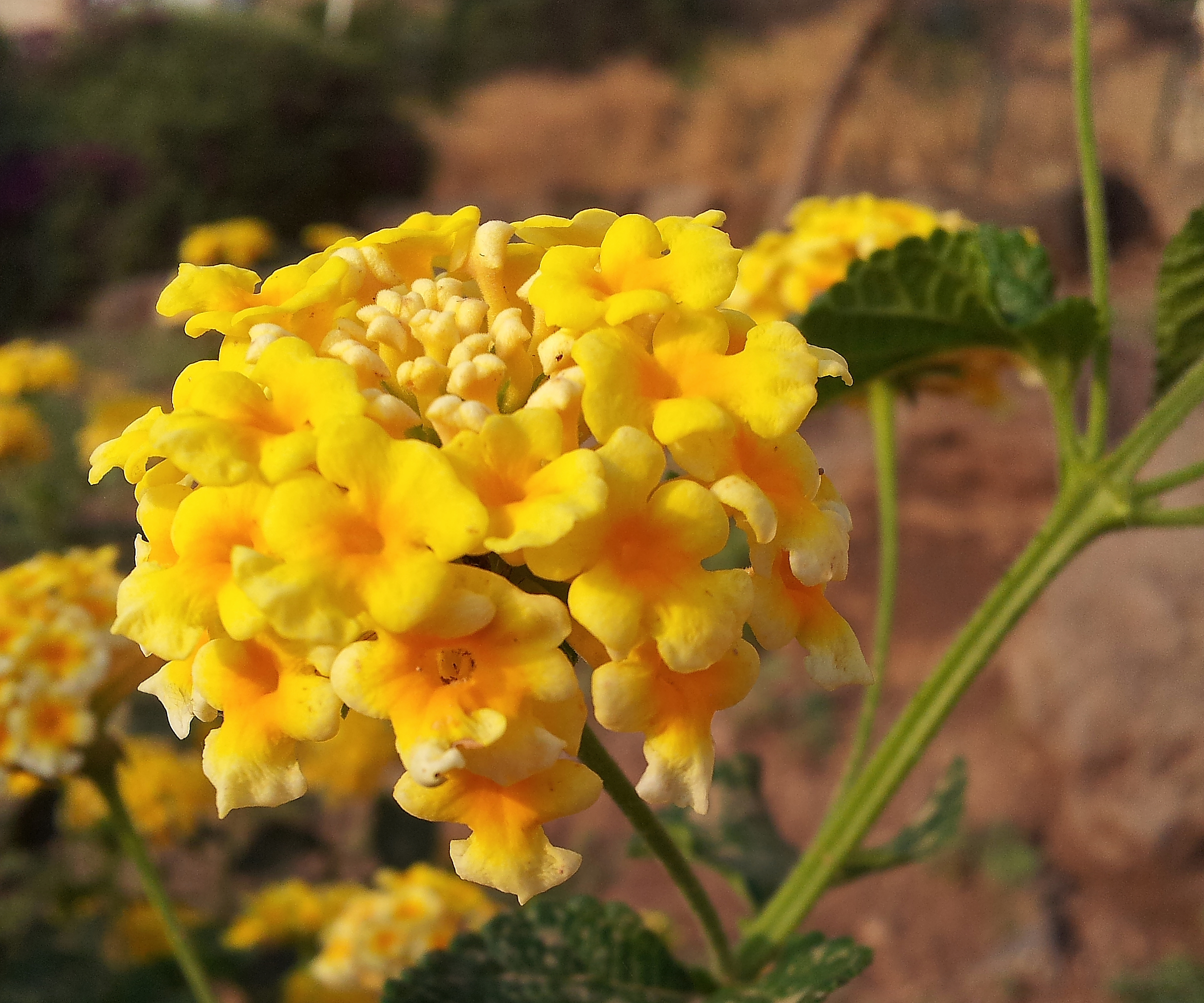
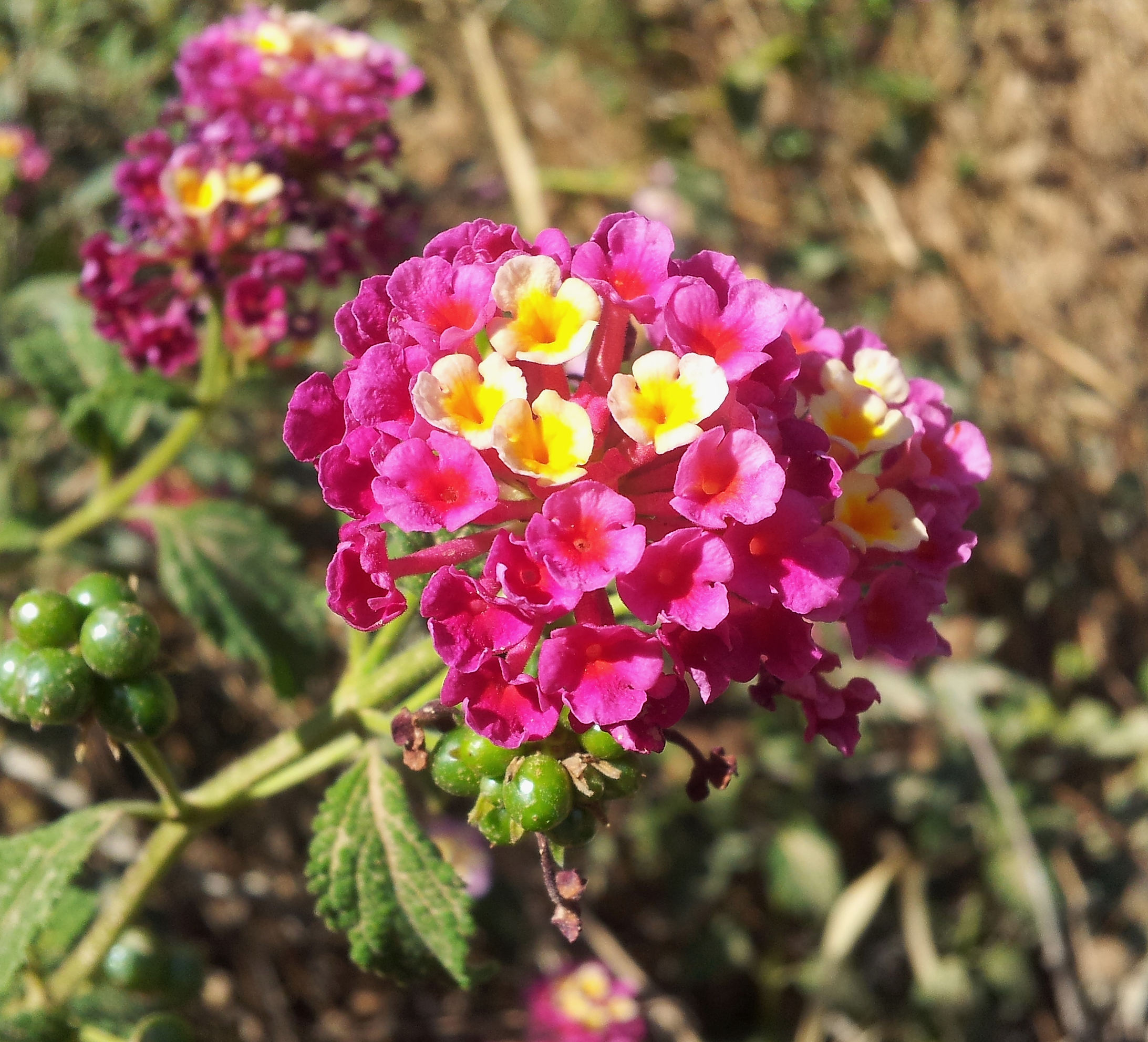
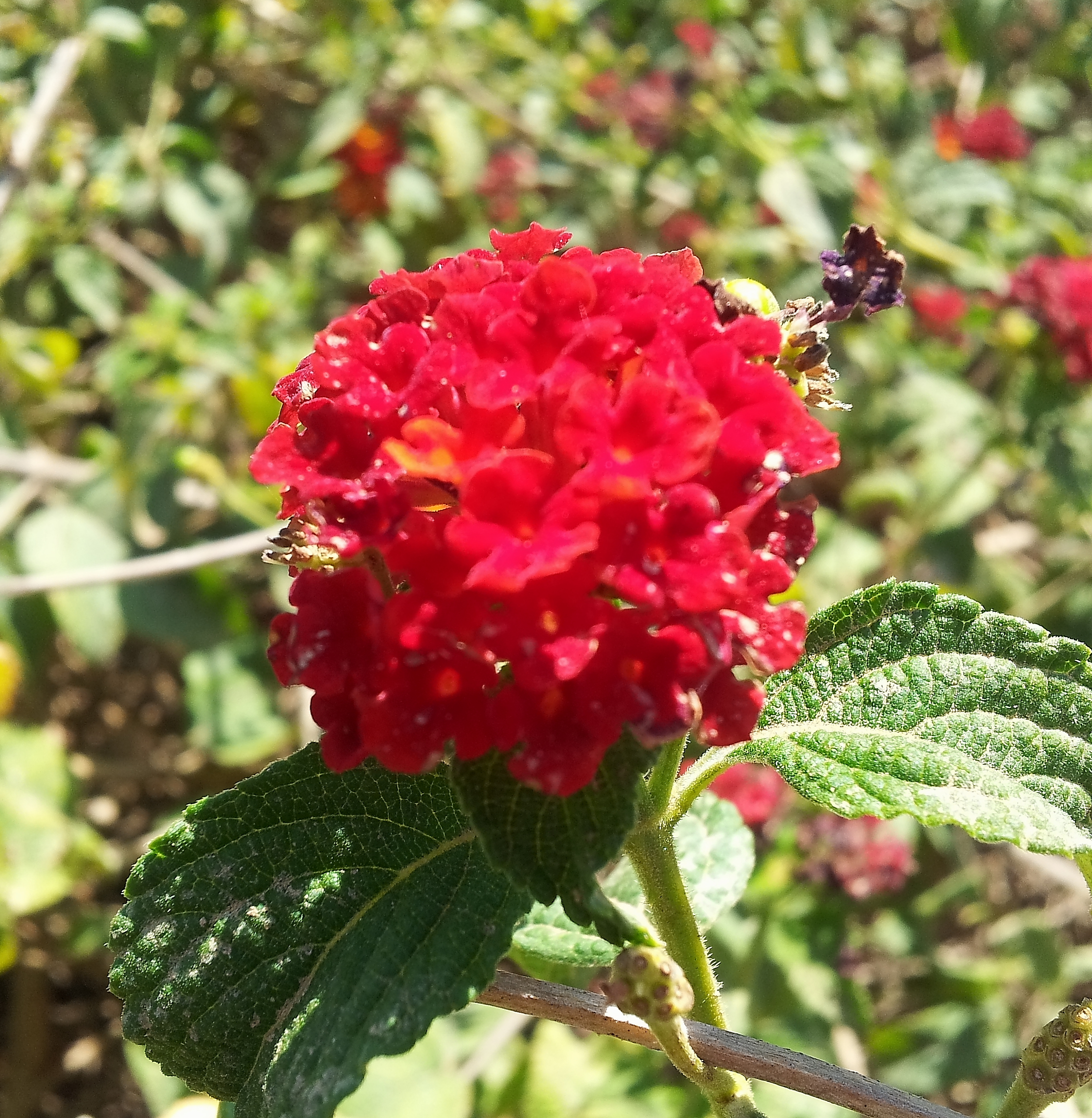